# Strada Soveja din Constanța
Strada Soveja este o stradă importantă din Constanța. 
Face legătura între zona industrială a orașului și cartierul Faleză Nord. 
Prelungirile acesteia sunt Strada Zorelelor (din Faleză Nord până la Delfinariu), Strada Dezrobirii (de la Strada Baba Novac până la Bulevardul I.C.Brătianu), Strada Cumpenii (de la Bulevardul I.C.Brătianu până la Șoseaua Aurel Vlaicu) și Șoseaua Industriei (de la Șoseaua Aurel Vlaicu până în Palas).